# Barbara Győri
Barbara Viktória Győri (* 15. März 1997 in Budapest) ist eine ungarische Handballspielerin.

## Karriere
Barbara Győri begann das Handballspielen in Ungarn für Érd HC. In der Saison 2017/18 lief sie für Vasas Budapest auf und ab 2018 für MTK Budapest. Nach 6 Jahren wechselte sie 2024 nach Deutschland zum Erstligisten BSV Sachsen Zwickau. In Der Saison 2024/25 konnte sie die meisten Paraden der Liga verzeichnen.